# Караколь (хребет)
Карако́ль (крим. Qaraköl, також Кара́-Коль, Карако́л) — гірський хребет у Кримських горах, розташований у південно-західній частині Криму.
Його найвищою вершиною є гора Айваз-Кая (876 м), поряд із якою розташована друга вершина, Ліваз-Кая (872 м). Назва «Караколь» походить із кримськотатарського qara (чорний) і göl (озеро). Неподалік знаходиться озеро Ворон, яке знаходиться на однойменній річці, наймовірніше що назва походить від цього озера поблизу.

## Географічні особливості
Хребет Караколь розташований у зоні Головного пасма Кримських гір. Він знаходиться неподалік від Чорного моря, що впливає на його клімат і рослинність.

### Основні характеристики
- Найвища точка: Айваз-Кая (876 м) — головна вершина хребта, поряд із нею розташована Ліваз-Кая (872 м).
- Геологія: Основними породами є вапняк, типовий для Кримських гір, що формує мальовничі скельні утворення.
- Клімат: У регіоні переважає субтропічний клімат із теплим літом і м'якою зимою.

## Гора Айваз-Кая
Айваз-Кая (або Ливаз-Кая) — найвища точка хребта Караколь (876 м). Гора має круті схили, складені з вапнякових порід, що надають їй характерного вигляду. Вершина популярна серед туристів завдяки гарним краєвидам на Чорне море та навколишні гірські райони.

### Походження назви
Назва гори походить із кримськотатарської мови: Ayvaz означає ім'я або звання, а qaya — «скеля». Альтернативна назва «Ливаз-Кая» має схожі корені.

### Природні особливості
На схилах гори ростуть кримська сосна, бук, дуб та інші види рослин, характерних для субтропічного клімату. У районі також зустрічаються карстові утворення та джерела.

### Туризм
Гора є популярним об'єктом для пішохідних маршрутів і любителів активного відпочинку. З її вершини відкриваються панорамні види на західну частину Кримських гір.

## Інші вершини хребта Караколь
- Ліваз-Кая (872 м): друга вершина після Айваз-Кая, розташована поруч із нею.
- Гора Бурма (854 м): мальовнича вершина з крутими схилами, покритими лісом.
- Кок-Таш (804 м): гора з характерними скельними утвореннями.
- Карши-Алан (641 м): одна з найнижчих вершин хребта, з пологими схилами.

## Природа
Хребет Караколь має багатий рослинний і тваринний світ:
- Рослинність: кримська сосна, бук, дуб та інші представники середземноморської флори.
- Гідрологія: На хребті є невеликі джерела, струмки та карстові порожнини.

## Історія
Район хребта Караколь був заселений із давніх часів. У палеоліті тут могли існувати стоянки давніх людей. У різні історичні періоди регіон використовували для господарських і торговельних цілей.

## Сучасність
- Туризм: Караколь є популярним маршрутом для пішохідного туризму в Криму. Вершини хребта, зокрема Айваз-Кая та Бурма, пропонують краєвиди на Чорне море та навколишні гірські масиви.
- Охорона природи: Регіон зберігає відносно недоторкану природу, що сприяє розвитку екологічного туризму.